# 北極四
北極四，又稱後宮或小熊座 4（4 Ursae Minoris、縮寫為 4 UMi），又名BD+78 478，HD 124547、SAO 7958、HR 5321，是小熊座的一颗恒星，视星等为4.82，位于銀經117.67，銀緯38.78，其B1900.0坐标为赤經14h 9m 13.9s，赤緯+78° 38.78′ 3″。